# Sawice-Dwór
Sawice-Dwór [saˈvit͡sɛ ˈdvur] est un village polonais de la gmina de Repki dans le powiat de Sokołów et dans la voïvodie de Mazovie, au centre-est de la Pologne.